# Abjat-sur-Bandiat
Abjat-sur-Bandiat est une commune française située dans le département de la Dordogne, en région Nouvelle-Aquitaine.
Limitrophe de la Haute-Vienne, elle est intégrée au parc naturel régional Périgord-Limousin.

## Géographie

### Généralités
La commune d'Abjat-sur-Bandiat est située tout au nord du département de la Dordogne. C'est une commune rurale qui fait partie de l'aire d'attraction de Nontron, zonage d’étude défini par l'Insee, qui a remplacé en 2020 l'aire urbaine de Nontron dont elle ne faisait pas partie.
Traversé par les routes départementales (RD) 87 et 96, le bourg d'Abjat-sur-Bandiat est situé, en distances orthodromiques, dix kilomètres au nord-est de Nontron. La commune est également bordée au sud-est par la RD 85 et au nord par la RD 91.
Entre Augignac et Pensol, le territoire communal est traversé d'ouest en est sur huit kilomètres et demi par le GR 4 qui passe par le bourg et l'église d'Abjat-sur-Bandiat, et à l'est, entre Pensol et Saint-Saud-Lacoussière, par le GR 654, long de trois kilomètres, les deux formant à l'est un tronçon commun d'un kilomètre de long.

### Communes limitrophes
Abjat-sur-Bandiat est limitrophe de huit autres communes, dont deux dans le département de la Haute-Vienne.
| Piégut-Pluviers     | Saint-Barthélemy-de-Bussière | Marval (Haute-Vienne)  |
| Augignac            | Abjat-sur-Bandiat            | Pensol (Haute-Vienne)  |
| Savignac-de-Nontron | Champs-Romain                | Saint-Saud-Lacoussière |

### Géologie et relief

#### Géologie
Situé sur la plaque nord du Bassin aquitain et bordé à son extrémité nord-est par une frange du Massif central, le département de la Dordogne présente une grande diversité géologique. Les terrains sont disposés en profondeur en strates régulières, témoins d'une sédimentation sur cette ancienne plate-forme marine. Le département peut ainsi être découpé sur le plan géologique en quatre gradins différenciés selon leur âge géologique. Abjat-sur-Bandiat est dans le gradin extrême nord-est que constitue le dernier contrefort du Massif central, avec des roches cristallines formées à l’ère primaire, antérieurement au Carbonifère.
Les couches affleurantes sur le territoire communal sont constituées de formations superficielles du Quaternaire datant du Cénozoïque et de roches sédimentaires du Mésozoïque et du Paléozoïque, ainsi que de roches métamorphiques et magmatiques. La formation la plus ancienne, notée ξ1, se compose de micaschistes lamelleux à deux micas, parfois grenats et silicates d'alumine (groupe de la Dronne, Néoprotérozoïque à Cambrien). La formation la plus récente, notée Fy3-z, fait partie des formations superficielles de type alluvions subactuelles à actuelles. Le descriptif de ces couches est détaillé dans  la feuille « no 711 - Châlus » de la carte géologique au 1/50 000 de la France métropolitaine, et sa notice associée.

Carte géologique d'Abjat-sur-Bandiat.

#### Relief et paysages
Le département de la Dordogne se présente comme un vaste plateau incliné du nord-est (491 m, à la forêt de Vieillecour dans le Nontronnais, à Saint-Pierre-de-Frugie) au sud-ouest (2 m à Lamothe-Montravel). L'altitude du territoire communal varie quant à elle entre 196 mètres au sud-ouest, là où le Bandiat quitte la commune et sert de limite entre celles de d'Augignac et de Savignac-de-Nontron, et 355 ou 356 m,, à l'est du lieu-dit la Chapelle Verlaine, en limite de Saint-Saud-Lacoussière.
Dans le cadre de la Convention européenne du paysage entrée en vigueur en France le 1er juillet 2006, renforcée par la loi du 8 août 2016 pour la reconquête de la biodiversité, de la nature et des paysages, un atlas des paysages de la Dordogne a été élaboré sous maîtrise d’ouvrage de l’État et publié en octobre 2020. Les paysages du département s'organisent en huit unités paysagères et 14 sous-unités. La commune est dans l'unité paysagère du « Périgord limousin » qui correspond à la région naturelle du Nontronnais. Ce territoire forme un plateau collinaire aux pentes douces et sommets arasés, d’altitude moyenne autour des 300 m dont le point culminant est également celui de la Dordogne. Ce plateau cristallin est vallonné et dominé par les prairies aux horizons boisés. Il est entaillé de vallées profondes aux versants forestiers,.
La superficie cadastrale de la commune publiée par l'Insee, qui sert de référence dans toutes les statistiques, est de 27,62 km2,. La superficie géographique, issue de la BD Topo, composante du Référentiel à grande échelle produit par l'IGN, est quant à elle de 28,8 km2.

### Hydrographie

#### Réseau hydrographique
La commune est située pour partie dans le bassin de la Dordogne et pour partie dans   le bassin versant de la Charente au sein du Bassin Adour-Garonne. Elle est drainée par le Bandiat et le Gamoret et par divers petits cours d'eau, qui constituent un réseau hydrographique de 43 km de longueur totale,.
Le Bandiat, d'une longueur totale de 91,35 km, prend sa source dans la Haute-Vienne dans la commune de La Chapelle-Montbrandeix et se jette dans la Tardoire en rive gauche en Charente à Agris. Il traverse la commune du nord au sud-ouest sur dix kilomètres dont la moitié sert de limite naturelle face à Marval et Augignac, en deux tronçons.
Son affluent de rive gauche le Gamoret borde le territoire communal à l'est sur près d'un kilomètre face à Pensol et Marval.

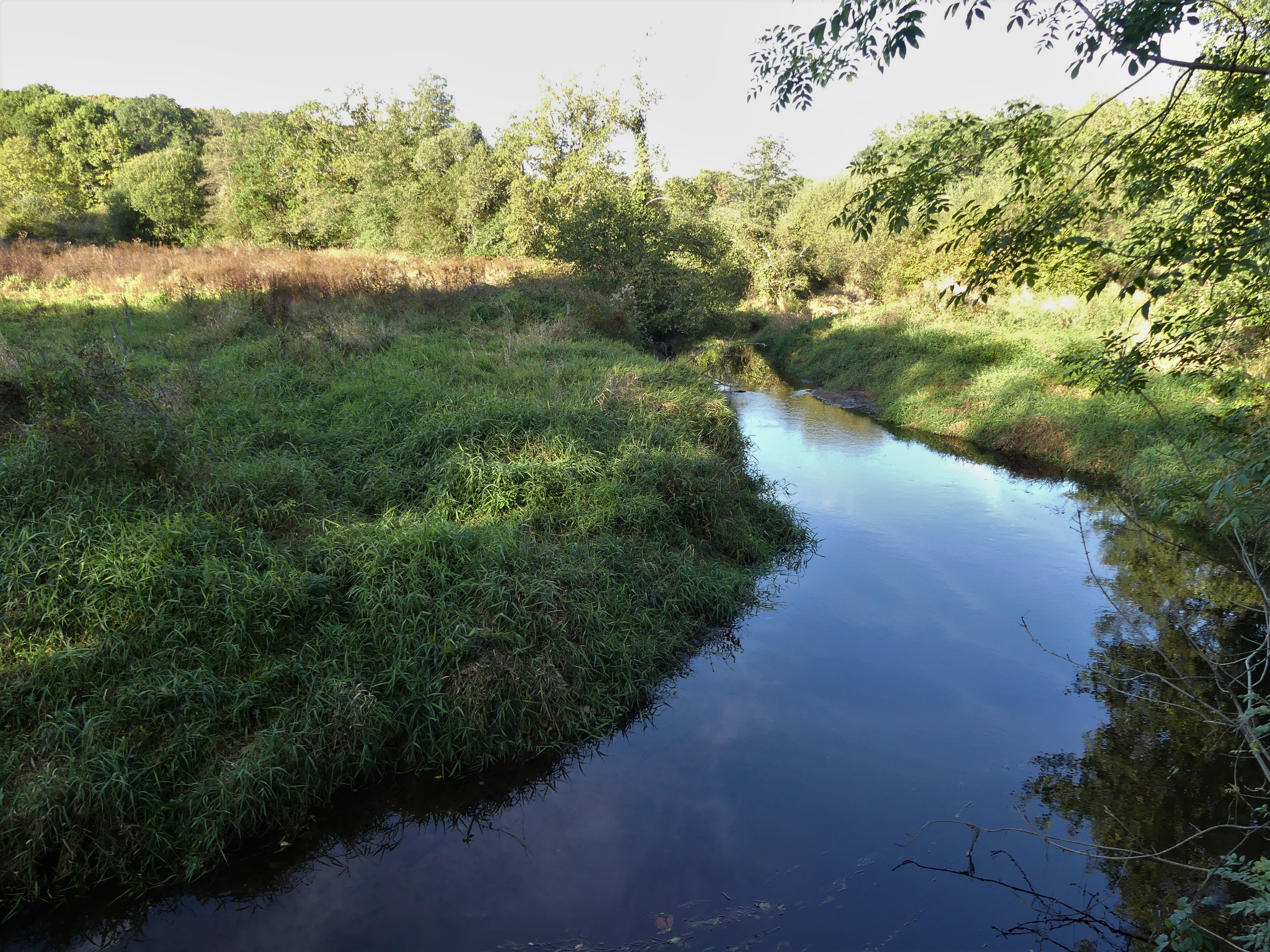
Le Bandiat en amont du pont de la Roderie, en limite d'Augignac (à gauche) et d'Abjat.
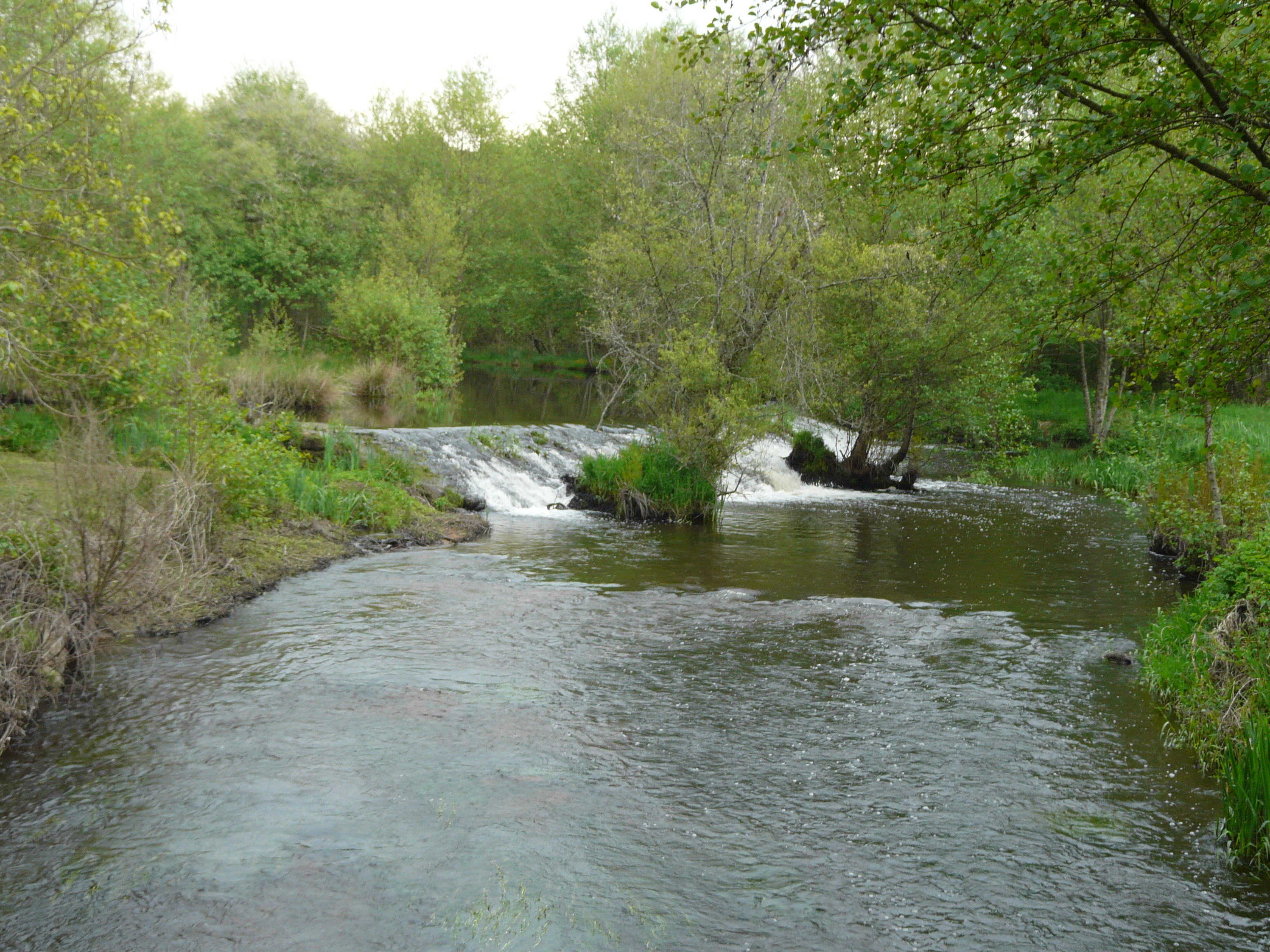
Le Bandiat au lieu-dit chez Pey, en limite d'Augignac (à gauche) et d'Abjat.
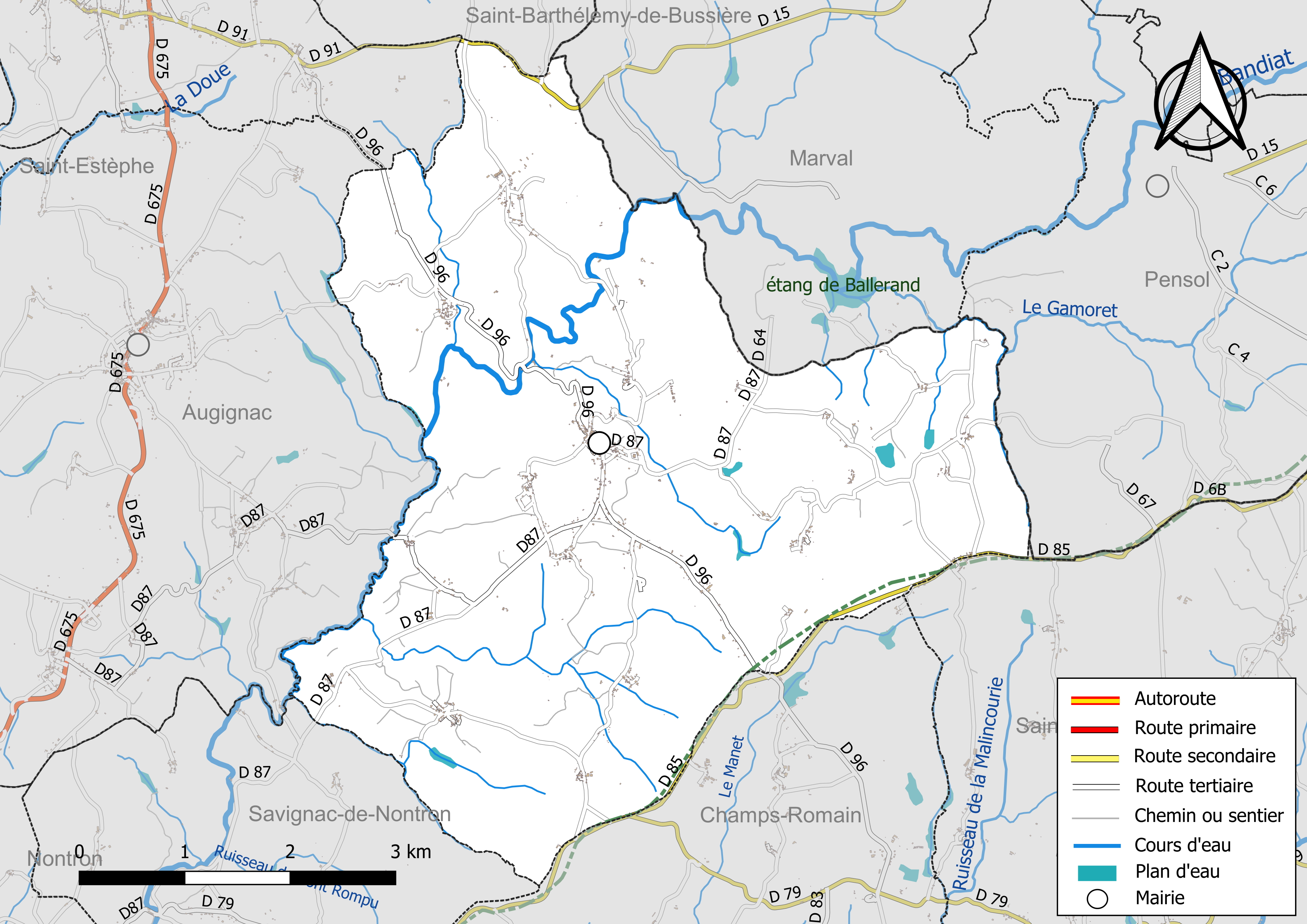
Réseaux hydrographique et routier d'Abjat-sur-Bandiat[Note 4].
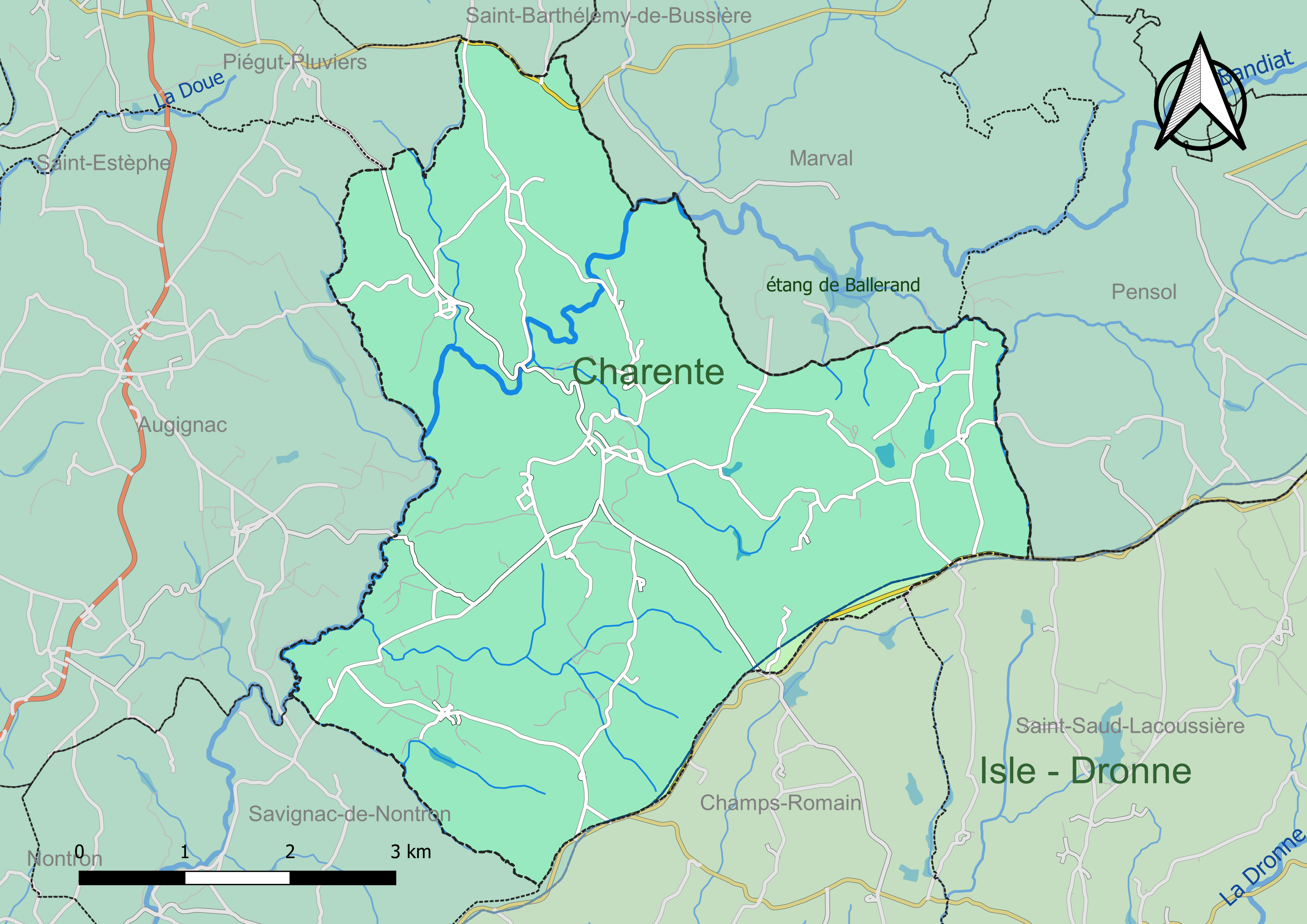
Carte des schémas d'aménagement et de gestion des eaux (SAGE) couvrant le territoire communal d'Abjat-sur-Bandiat.

#### Gestion et qualité des eaux
Le territoire communal est couvert par les schémas d'aménagement et de gestion des eaux (SAGE) « Charente » et « Isle - Dronne ». Le SAGE « Charente », dont le territoire correspond au bassin de la Charente, d'une superficie de 9 300 km2, a été approuvé le 19 novembre 2019. La structure porteuse de l'élaboration et de la mise en œuvre est l'établissement public territorial de bassin Charente. Le SAGE « Isle - Dronne », dont le territoire regroupe les bassins versants de l'Isle et de la Dronne, d'une superficie de 7 500 km2, a été approuvé le 2 août 2021. La structure porteuse de l'élaboration et de la mise en œuvre est l'établissement public territorial de bassin de la Dordogne (EPIDOR). Ils définissent chacun sur leur territoire les objectifs généraux d’utilisation, de mise en valeur et de protection quantitative et qualitative des ressources en eau superficielle et souterraine, en respect des objectifs de qualité définis dans le troisième SDAGE  du Bassin Adour-Garonne qui couvre la période 2022-2027, approuvé le 10 mars 2022.
La quasi-totalité du territoire communal dépend du SAGE Charente, seule une infime partie en limite sud de la commune le long de la route départementale 85 étant rattachée au SAGE Isle-Dronne.
La qualité des eaux de baignade et des cours d’eau peut être consultée sur un site dédié géré par les agences de l’eau et l’Agence française pour la biodiversité.

### Climat
Pour des articles plus généraux, voir Climat de la Nouvelle-Aquitaine et Climat de la Dordogne.
Historiquement, la commune est dans une zone de transition entre les climats océaniques aquitain et limousin.  
En 2020, Météo-France publie une typologie des climats de la France métropolitaine dans laquelle la commune est exposée à un climat océanique altéré et est dans la région climatique Aquitaine, Gascogne, caractérisée par une pluviométrie abondante au printemps, modérée en automne, un faible ensoleillement au printemps, un été chaud (19,5 °C), des vents faibles, des brouillards fréquents en automne et en hiver et des orages fréquents en été (15 à 20 jours).
Pour la période 1971-2000, la température annuelle moyenne est de 11,9 °C, avec  une amplitude thermique annuelle de 15 °C. Le cumul annuel moyen de précipitations est de 1 122 mm, avec 13,1 jours de précipitations en janvier et 7,6 jours en juillet. Pour la période 1991-2020, la température moyenne annuelle observée sur la station météorologique la plus proche, située sur la commune de La Coquille à 18 km à vol d'oiseau, est de 12,1 °C et le cumul annuel moyen de précipitations est de 1 178,8 mm,. Pour l'avenir, les paramètres climatiques de la commune estimés pour 2050 selon différents scénarios sont consultables sur un site dédié publié par Météo-France en novembre 2022.

### Milieux naturels et biodiversité
La commune fait partie du parc naturel régional Périgord-Limousin depuis la création de celui-ci en 1998, adhésion renouvelée en 2011.
Les vallées du Bandiat et des parties aval de deux de ses affluents sont protégées dans leur traversée de la commune au titre de la zone naturelle d'intérêt écologique, faunistique et floristique (ZNIEFF) de type I « Vallées du réseau hydrographique du Bandiat » dont la flore est constituée de près d'une centaine d'espèces de plantes, dont deux sont considérées comme déterminantes : l'aigremoine élevée, ou aigremoine odorante (Agrimonia procera) et la jacinthe des bois, ou jacinthe sauvage (Hyacinthoides non-scripta),.

## Urbanisme

### Typologie
Au 1er janvier 2024, Abjat-sur-Bandiat est catégorisée commune rurale à habitat très dispersé, selon la nouvelle grille communale de densité à 7 niveaux définie par l'Insee en 2022.
Elle est située hors unité urbaine. Par ailleurs la commune fait partie de l'aire d'attraction de Nontron, dont elle est une commune de la couronne,. Cette aire, qui regroupe 19 communes, est catégorisée dans les aires de moins de 50 000 habitants,.

### Occupation des sols
L'occupation des sols de la commune, telle qu'elle ressort de la base de données européenne d’occupation biophysique des sols Corine Land Cover (CLC), est marquée par l'importance des forêts et milieux semi-naturels (55,3 % en 2018), une proportion sensiblement équivalente à celle de 1990 (55,9 %). La répartition détaillée en 2018 est la suivante : 
forêts (55,2 %), zones agricoles hétérogènes (36,8 %), prairies (7,1 %), zones urbanisées (0,9 %).L'évolution de l’occupation des sols de la commune et de ses infrastructures peut être observée sur les différentes représentations cartographiques du territoire : la carte de Cassini (XVIIIe siècle), la carte d'état-major (1820-1866) et les cartes ou photos aériennes de l'IGN pour la période actuelle (1950 à aujourd'hui).

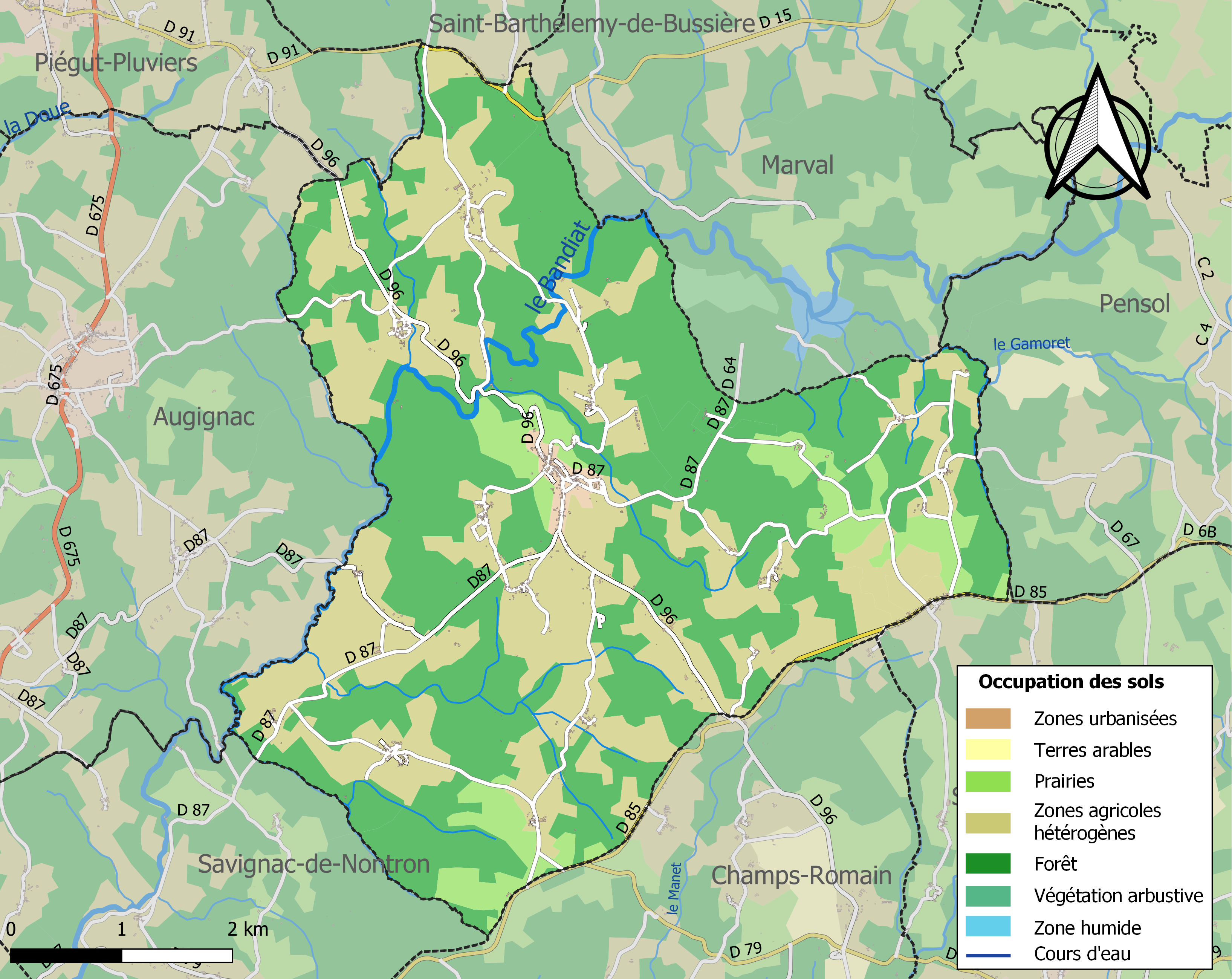
Carte des infrastructures et de l'occupation des sols de la commune en 2018 (CLC).

### Villages, hameaux et lieux-dits
Outre le bourg d'Abjat-sur-Bandiat proprement dit, le territoire se compose d'autres villages ou hameaux, ainsi que de lieux-dits
- les Arnaudies
- les Aumèdes
- les Bardeaux
- Barthouleix
- Belle Vue
- Bigaumont
- la Blanchardie
- Bois des Charelles
- Bois de la Croix
- Bois d'en Pied
- Bois des Landes
- Bois de Lestrade
- Bois du Mas
- Bois de Mirandon
- Bois de Rhins
- le Bost du Play
- le Bouchage
- les Cautas
- Chabanas
- Chachat
- Chantecorps
- la Chapelle Verlaine
- la Charelle
- Château de l'Étang
- le Chatenet
- la Collina
- la Combette
- Domaine de la Malinie
- l'Échasserie
- Étang Blanchet
- Étang de l'Échasserie
- Étang de la Forêt
- Étang Millau
- Étang du Moulin de Lestrade
- Fargeas
- Forêt de la Malinie
- chez Gouyout
- Grafeuille
- le Grand Gollier
- les Granges
- Grospuy
- la Juvénie
- Labrousse
- les Landes
- les Landes[Note 6]
- Laulandie
- Masfraulet
- Maumont
- la Mazaurie
- Ménesplier
- le Moulin de Grospuy
- le Moulin de Masfraulet
- le Moulin de Rhins
- le Petit Fargeas
- le Petit Peyrat
- Peyrat
- Pont Chaulet
- Pont de la Vigeonie
- Puyfromental
- Puyzillout
- Quartier de Bel-Air
- Rhins
- la Ripole
- la Rivière
- la Roderie
- Savanat
- chez Tarlat
- la Vigeonie.

### Prévention des risques
Le territoire de la commune d'Abjat-sur-Bandiat est vulnérable à différents aléas naturels : météorologiques (tempête, orage, neige, grand froid, canicule ou sécheresse), feux de forêts, mouvements de terrains et séisme (sismicité faible). Il est également exposé à un risque particulier : le risque de radon. Un site publié par le BRGM permet d'évaluer simplement et rapidement les risques d'un bien localisé soit par son adresse soit par le numéro de sa parcelle.

#### Risques naturels
Abjat-sur-Bandiat est exposée au risque de feu de forêt. L’arrêté préfectoral du 14 mars 2013 fixe les conditions de pratique des incinérations et de brûlage dans un objectif de réduire le risque de départs d’incendie. À ce titre, des périodes sont déterminées : interdiction totale du 15 février au 15 mai et du 15 juin au 15 octobre, utilisation réglementée du 16 mai au 14 juin et du 16 octobre au 14 février. En septembre 2020, un plan inter-départemental de protection des forêts contre les incendies (PidPFCI) a été adopté pour la période 2019-2029,.

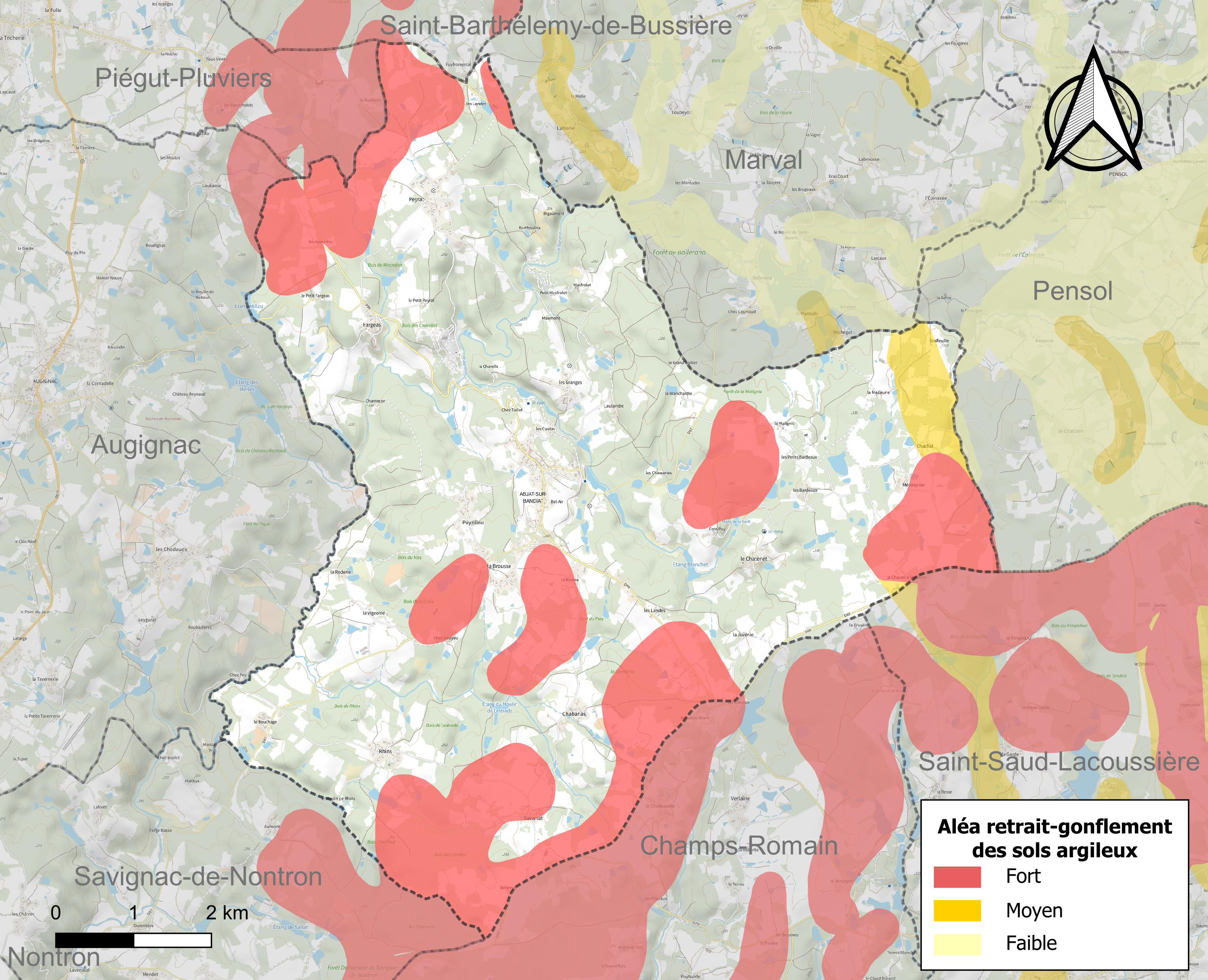
Carte des zones d'aléa retrait-gonflement des sols argileux d'Abjat-sur-Bandiat.

Les mouvements de terrains susceptibles de se produire sur la commune sont des tassements différentiels. Le retrait-gonflement des sols argileux est susceptible d'engendrer des dommages importants aux bâtiments en cas d’alternance de périodes de sécheresse et de pluie. 27,1 % de la superficie communale est en aléa moyen ou fort (58,6 % au niveau départemental et 48,5 % au niveau national métropolitain). Depuis le 1er octobre 2020, en application de la loi ÉLAN, différentes contraintes s'imposent aux vendeurs, maîtres d'ouvrages ou constructeurs de biens situés dans une zone classée en aléa moyen ou fort,.
La commune a été reconnue en état de catastrophe naturelle au titre des dommages causés par les inondations et coulées de boue survenues en 1982, 1983 et 1999, par la sécheresse en 1989 et par des mouvements de terrain en 1999.

#### Risque particulier
Dans plusieurs parties du territoire national, le radon, accumulé dans certains logements ou autres locaux, peut constituer une source significative d’exposition de la population aux rayonnements ionisants. Selon la classification de 2018, la commune d'Abjat-sur-Bandiat est classée en zone 3, à savoir zone à potentiel radon significatif.

## Toponymie
La première mention écrite connue du lieu a été libellée vers l'an 1185 sous la forme Abjac. Sur la carte de Cassini représentant la France entre 1756 et 1789, le village est identifié sous le nom d’Abjac, et en 1760, la graphie Ajac est notée.
La commune se nommait Abjat-de-Nontron en 1864, puis Abjat et enfin Abjat-sur-Bandiat depuis 1975.
Le nom de la commune est issu d'un anthroponyme gallo-roman, Apicius ou Avitius, suivi du suffixe d'origine celtique (gaulois) -acum, servant à définir un lieu ou une propriété. Dans le cas d’Adjat, la graphie a suivi la prononciation, c'est-à-dire -ac > -at comme c'est parfois le cas en Limousin et souvent en Auvergne. Le sens global est « domaine d'Apicius ou d'Avitius ».
En occitan, la commune porte le nom d'Ajac de Bandiat.

## Histoire
Lors de la jacquerie des croquants, le 3 mai 1640, une compagnie de vingt-cinq cavaliers venant de Thiviers était en route pour loger à Abjat, dont le bourg barricadé leur fut interdit. En se repliant alentour, la compagnie a été attaquée par 300 à 400 paysans et le capitaine a été tué.
En l'an II, la commune de Laborie Loubeyrat fusionne avec celle d'Abjat,.

## Politique et administration

### Rattachements administratifs et électoraux
Dès 1790, la commune d'Abjat est rattachée au canton de Nontron qui dépend du district de Nontron jusqu'en 1795, date de suppression des districts. En 1801, le canton dépend de l'arrondissement de Nontron.
Dans le cadre de la réforme de 2014 définie par le décret du 21 février 2014, ce canton disparaît aux élections départementales de mars 2015. La commune est alors rattachée électoralement au canton du Périgord vert nontronnais, et dépend de la 3e circonscription législative.

### Intercommunalité
Fin 2002, Abjat-sur-Bandiat intègre dès sa création la communauté de communes du Périgord Nontronnais. Celle-ci est dissoute au 31 décembre 2013 et remplacée au 1er janvier 2014 par la communauté de communes du Périgord vert nontronnais. Au 1er janvier 2017, celle-ci fusionne avec la communauté de communes du Haut-Périgord pour former la nouvelle communauté de communes du Périgord Nontronnais.

### Administration municipale
La population de la commune étant comprise entre 500 et 1 499 habitants au recensement de 2017, quinze conseillers municipaux ont été élus en 2020,.

### Liste des maires

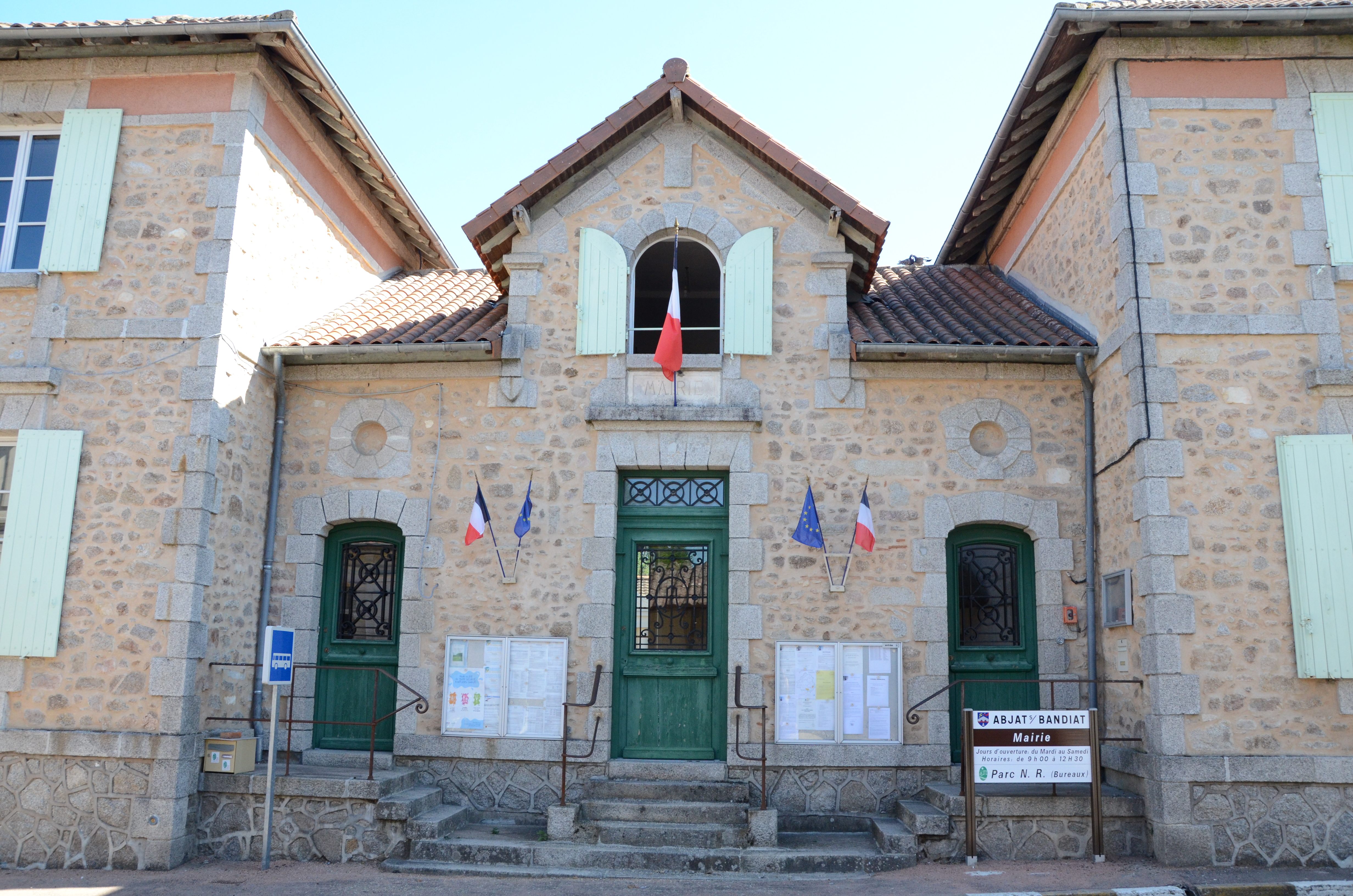
La mairie en 2013.

| Période                                  | Période      | Identité                 | Étiquette | Qualité                               |
| ---------------------------------------- | ------------ | ------------------------ | --------- | ------------------------------------- |
| Les données manquantes sont à compléter. |              |                          |           |                                       |
|                                          |              |                          |           |                                       |
| 1971                                     | 2001         | André Morel              |           | Représentant de commerce retraité     |
| 2001                                     | mars 2014    | Jean-Claude Massiou      | SE        | Retraité                              |
| mars 2014                                | octobre 2023 | Jean-Pierre Villechalane | SE        | Agent d'assurance retraité            |
| octobre 2023                             | février 2024 | Stewart Edwards          |           | 1er adjoint faisant fonction de maire |
| février 2024,                            | En cours     | Fabrice Château          |           |                                       |

### Tendances politiques et résultats
Lors des élections européennes de 2019, le taux de participation d'Abjat-sur-Bandiat est supérieur à la moyenne (54,74 % contre 50,12 % au niveau national). La liste du Rassemblement national arrive en tête, avec 24,89 % des suffrages exprimés, contre 23,31 % au niveau national. La liste de La République en marche obtient 16,74 % des voix, contre 22,41 % au niveau national. La liste d'Europe Écologie Les Verts réalise un score de 12,02 % des votes, contre 13,48 % au niveau national. La liste des Républicains obtient 9,87 % des suffrages, contre 8,48 % au niveau national. La liste de la France Insoumise fait un score de 9,44 % des voix, contre 6,31 % au niveau national. La liste du Parti Socialiste et celle de Génération.s arrivent ex-æquo avec 6,01 % des votes, contre respectivement 6,13 % et 3,27 % au niveau national. Les autres listes obtiennent des scores inférieurs à 5 %,.
Le résultat de l'élection présidentielle de 2012 dans cette commune est le suivant
| Candidat       | Candidat                    | Premier tour | Premier tour | Second tour | Second tour |
| Candidat       | Candidat                    | Voix         | %            | Voix        | %           |
| -------------- | --------------------------- | ------------ | ------------ | ----------- | ----------- |
|                | Eva Joly (EÉLV)             | 17           | 4,26         |             |             |
|                | Marine Le Pen (FN)          | 76           | 19,05        |             |             |
|                | Nicolas Sarkozy (UMP)       | 107          | 26,82        | 175         | 45,34       |
|                | Jean-Luc Mélenchon (FG)     | 63           | 15,79        |             |             |
|                | Philippe Poutou (NPA)       | 4            | 1,00         |             |             |
|                | Nathalie Arthaud (LO)       | 0            | 0,00         |             |             |
|                | Jacques Cheminade (SP)      | 0            | 0,00         |             |             |
|                | François Bayrou (MoDem)     | 24           | 6,02         |             |             |
|                | Nicolas Dupont-Aignan (DLR) | 5            | 1,25         |             |             |
|                | François Hollande (PS)      | 103          | 25,81        | 211         | 54,66       |
|                |                             |              |              |             |             |
| Inscrits       | Inscrits                    | 511          | 100,00       | 511         | 100,00      |
| Abstentions    | Abstentions                 | 100          | 19,57        | 88          | 17,22       |
| Votants        | Votants                     | 411          | 80,43        | 423         | 82,78       |
| Blancs et nuls | Blancs et nuls              | 12           | 2,92         | 37          | 8,75        |
| Exprimés       | Exprimés                    | 399          | 97,08        | 386         | 91,25       |

Le résultat de l'élection présidentielle de 2017 dans cette commune est le suivant :
| Candidat    | Candidat                    | Premier tour | Premier tour | Deuxième tour | Deuxième tour |  |
| Candidat    | Candidat                    | %            | Voix         | %             | Voix          |  |
| ----------- | --------------------------- | ------------ | ------------ | ------------- | ------------- |  |
|             | Nicolas Dupont-Aignan (DLF) | 5,01         | 18           |               |               |  |
|             | Marine Le Pen (FN)          | 21,17        | 76           | 33,22         | 101           |  |
|             | Emmanuel Macron (EM)        | 18,11        | 65           | 66,78         | 203           |  |
|             | Benoît Hamon (PS)           | 7,24         | 26           |               |               |  |
|             | Nathalie Arthaud (LO)       | 2,51         | 9            |               |               |  |
|             | Philippe Poutou (NPA)       | 1,67         | 6            |               |               |  |
|             | Jacques Cheminade (SP)      | 0,28         | 1            |               |               |  |
|             | Jean Lassalle (RES)         | 2,23         | 8            |               |               |  |
|             | Jean-Luc Mélenchon (LFI)    | 19,78        | 71           |               |               |  |
|             | François Asselineau (UPR)   | 0,28         | 1            |               |               |  |
|             | François Fillon (LR)        | 21,73        | 78           |               |               |  |
|             |                             |              |              |               |               |  |
| Inscrits    | Inscrits                    | 468          | 100,00       | 475           | 100,00        |  |
| Abstentions | Abstentions                 | 92           | 19,66        | 98            | 20,63         |  |
| Votants     | Votants                     | 376          | 80,34        | 377           | 79,37         |  |
| Blancs      | Blancs                      | 13           | 3,46         | 54            | 14,32         |  |
| Nuls        | Nuls                        | 4            | 1,06         | 19            | 5,04          |  |
| Exprimés    | Exprimés                    | 359          | 95,48        | 304           | 80,64         |  |

### Politique environnementale
Dans son palmarès 2024, le Conseil national de villes et villages fleuris de France a attribué une fleur à la commune.

## Équipements et services publics

### Enseignement
Début 2024, la commune d'Abjat-sur-Bandiat est organisée en regroupement pédagogique intercommunal (RPI) avec les communes de Champs-Romain et Saint-Saud-Lacoussière au niveau des classes de primaire ; il n'y plus d'école à Champs-Romain et les deux autres communes ont chacune deux classes.

### Juridictions
Dans le domaine judiciaire, Abjat-sur-Bandiat relève : 
- du tribunal judiciaire, du tribunal pour enfants, du conseil de prud'hommes et du tribunal de commerce de Périgueux ;
- du pôle Nationalité du tribunal judiciaire de Périgueux (compétent uniquement dans le domaine de la nationalité) ;
- de la cour d'appel, du tribunal administratif et de la cour administrative d'appel de Bordeaux.

## Population et société

### Démographie
Les habitants d'Abjat-sur-Bandiat se nomment les Abjacois.
L'évolution du nombre d'habitants est connue à travers les recensements de la population effectués dans la commune depuis 1793. Pour les communes de moins de 10 000 habitants, une enquête de recensement portant sur toute la population est réalisée tous les cinq ans, les populations de référence des années intermédiaires étant quant à elles estimées par interpolation ou extrapolation. Pour la commune, le premier recensement exhaustif entrant dans le cadre du nouveau dispositif a été réalisé en 2006.

En 2022, la commune comptait 635 habitants, en évolution de +2,92 % par rapport à 2016 (Dordogne : +0,37 %, France hors Mayotte : +2,11 %).
| 1793  | 1800  | 1806  | 1821  | 1831  | 1836  | 1841  | 1846  | 1851  |
| ----- | ----- | ----- | ----- | ----- | ----- | ----- | ----- | ----- |
| 1 233 | 1 376 | 1 256 | 1 600 | 1 642 | 1 591 | 1 621 | 1 679 | 1 645 |

| 1856  | 1861  | 1866  | 1872  | 1876  | 1881  | 1886  | 1891  | 1896  |
| ----- | ----- | ----- | ----- | ----- | ----- | ----- | ----- | ----- |
| 1 678 | 1 602 | 1 623 | 1 548 | 1 630 | 1 713 | 1 703 | 1 716 | 1 685 |

| 1901  | 1906  | 1911  | 1921  | 1926  | 1931  | 1936  | 1946  | 1954 |
| ----- | ----- | ----- | ----- | ----- | ----- | ----- | ----- | ---- |
| 1 689 | 1 701 | 1 650 | 1 438 | 1 368 | 1 194 | 1 207 | 1 179 | 957  |

| 1962 | 1968 | 1975 | 1982 | 1990 | 1999 | 2006 | 2011 | 2016 |
| ---- | ---- | ---- | ---- | ---- | ---- | ---- | ---- | ---- |
| 949  | 837  | 716  | 687  | 693  | 624  | 640  | 650  | 617  |

| 2021 | 2022 | - | - | - | - | - | - | - |
| ---- | ---- | - | - | - | - | - | - | - |
| 631  | 635  | - | - | - | - | - | - | - |

### Manifestations culturelles et festivités
Chaque année depuis 1991, au début de l'automne, ont lieu les championnats de France de conkers à Abjat-sur-Bandiat, sur la place des Marronniers (32e édition en 2024). « Conkers » est le nom anglais du marron et le but du jeu consiste à casser, avec son propre marron, celui de son adversaire.
En 2026, la Félibrée du Périgord devrait se tenir pour la première fois à Abjat-sur-Bandiat.

## Économie

### Emploi
En 2021, parmi la population communale comprise entre 15 et 64 ans, les actifs représentent 244 personnes, soit 38,7 % de la population municipale. Le nombre de chômeurs (29) a légèrement augmenté par rapport à 2015 (28) et le taux de chômage de cette population active s'établit à 11,9 %.

### Activités hors agriculture
66 établissements marchands non agricoles sont économiquement actifs en 2021 à Abjat-sur-Bandiat,.
| Secteur d'activité                                                                                        | Commune | Commune | Département |
| Secteur d'activité                                                                                        | Nombre  | %       | %           |
| --- | ------- | ------- | ----------- |
| Ensemble                                                                                                  | 66      |         |             |
| Industrie manufacturière, industries extractives et autres                                                | 7       | 10,6 %  | (8,4 %)     |
| Construction                                                                                              | 9       | 13,6 %  | (13,4 %)    |
| Commerce de gros et de détail, transports, hébergement et restauration                                    | 14      | 21,2 %  | (28,2 %)    |
| Information et communication                                                                              | 1       | 1,5 %   | (1,8 %)     |
| Activités financières et d'assurance                                                                      | 0       | 0 %     | (3,6 %)     |
| Activités immobilières                                                                                    | 1       | 1,5 %   | (6,7 %)     |
| Activités spécialisées, scientifiques et techniques et activités de services administratifs et de soutien | 19      | 28,8 %  | (15 %)      |
| Administration publique, enseignement, santé humaine et action sociale                                    | 7       | 10,6 %  | (12,8 %)    |
| Autres activités de services                                                                              | 8       | 12,1 %  | (10,1 %)    |

Le secteur des activités spécialisées, scientifiques et techniques et des activités de services administratifs et de soutien est prépondérant sur la commune puisqu'il représente 28,8 % du nombre total d'établissements de la commune (19 sur les 66 entreprises implantées  à Abjat-sur-Bandiat), contre 15 % au niveau départemental.

### Agriculture
La commune est dans le « Nontronnais », une petite région agricole dans le département de la Dordogne. En 2020, l'orientation technico-économique de l'agriculture  sur la commune est l'élevage bovin, orientation lait. 
|               | 1988 | 2000 | 2010 | 2020 |
| ------------- | ---- | ---- | ---- | ---- |
| Exploitations | 55   | 24   | 19   | 14   |
| SAU (ha)      | 987  | 502  | 361  | 377  |

Le nombre d'exploitations agricoles en activité et ayant leur siège dans la commune est passé de 55 lors du recensement agricole de 1988  à 24 en 2000 puis à 19 en 2010 et enfin à 14 en 2020, soit une baisse de 75 % en 32 ans. Le même mouvement est observé à l'échelle du département qui a perdu pendant cette période 60 % de ses exploitations (passant de 15 825 à 6 328),. La surface agricole utilisée sur la commune a également diminué, passant de 987 ha en 1988 à 377 ha en 2020. Parallèlement la surface agricole utilisée moyenne par exploitation a augmenté, passant de 18 à 27 ha.

### Entreprises

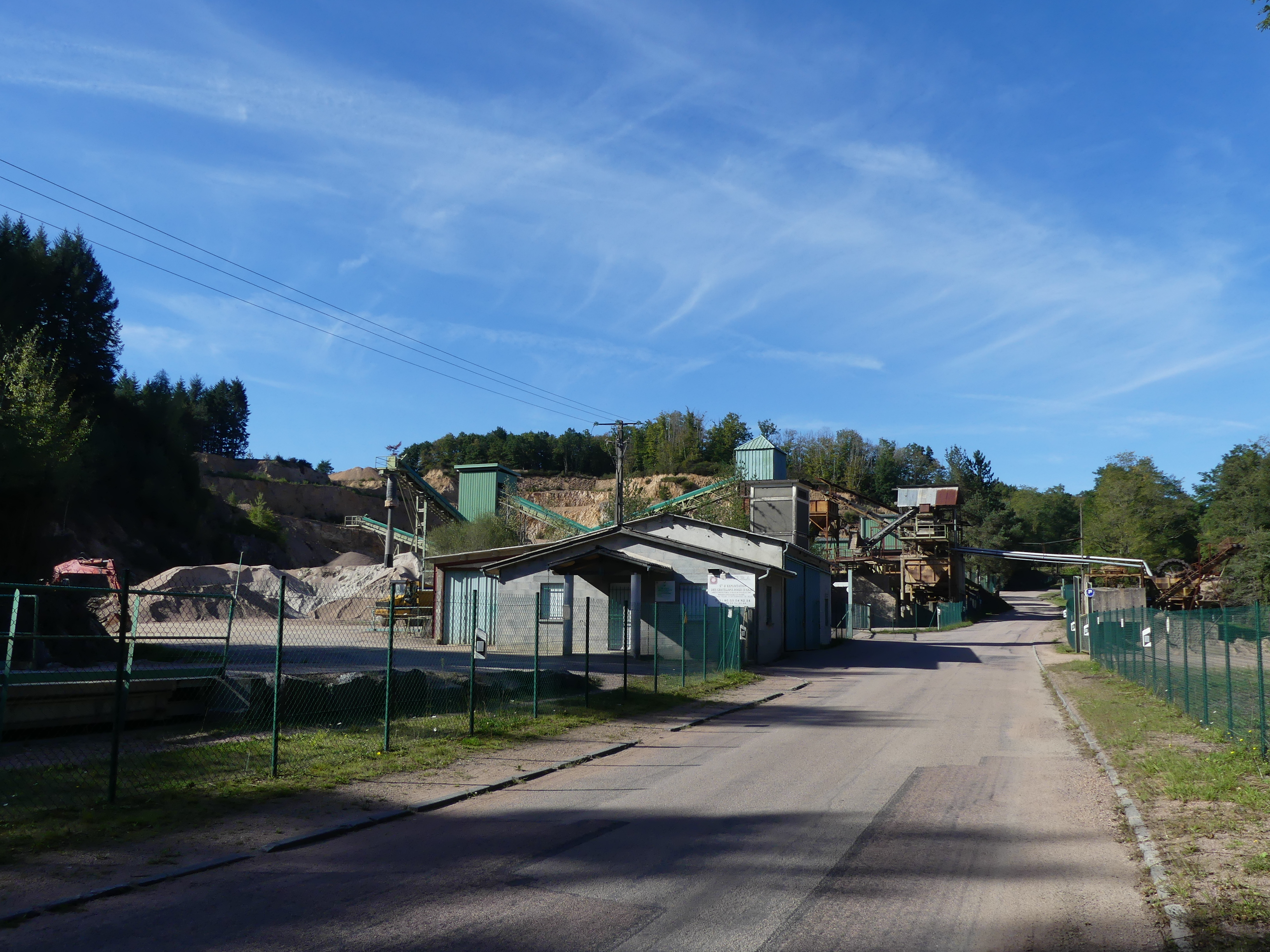
La carrière exploitée par la SEGRA.

La « Société d'exploitation des gravillons roses d'Abjat » (SEGRA), dont le siège social est à Villars, exploite une carrière près du lieu-dit la Charelle

## Culture locale et patrimoine

### Lieux et monuments
- Église Saint-André, église paroissiale romane, remaniée aux XVe et XVIIe siècles, inscrite au titre des monuments historiques en 1994[86].
- Château de l’Étang, à environ 600 mètres de la limite du département de la Haute-Vienne. Composé d'un logis flanqué de tourelles, le bâtiment actuel date de 1846-1850[87].
- Château de Grospuy, ou de Gros-Puy, au sud-est, dont les origines remonteraient au XIIIe siècle[88] ; mentionné en 1306 ; il en subsiste une tour ronde accolée à un logis datant du XVe siècle[89],[90].

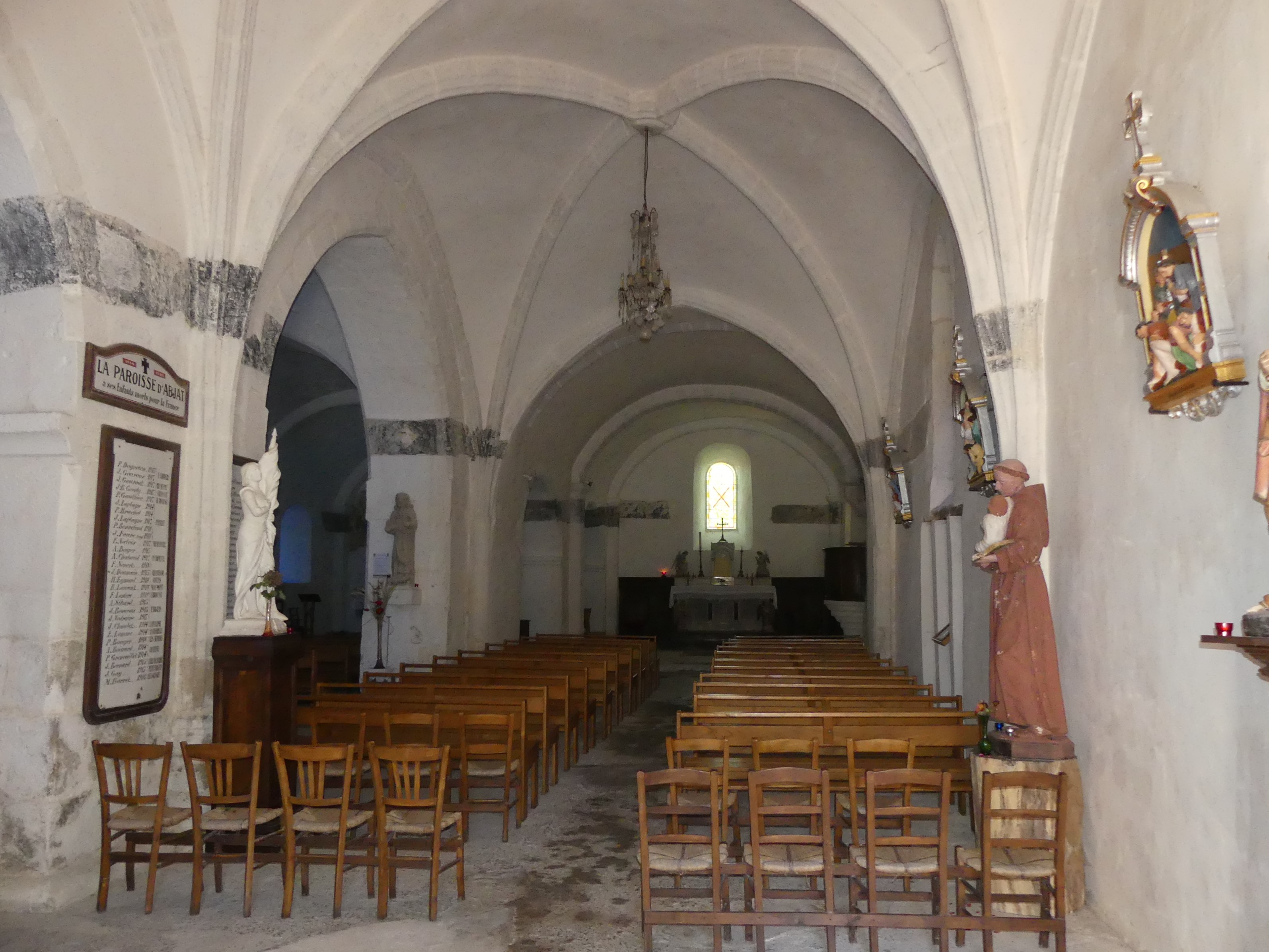
La nef principale de l'église.
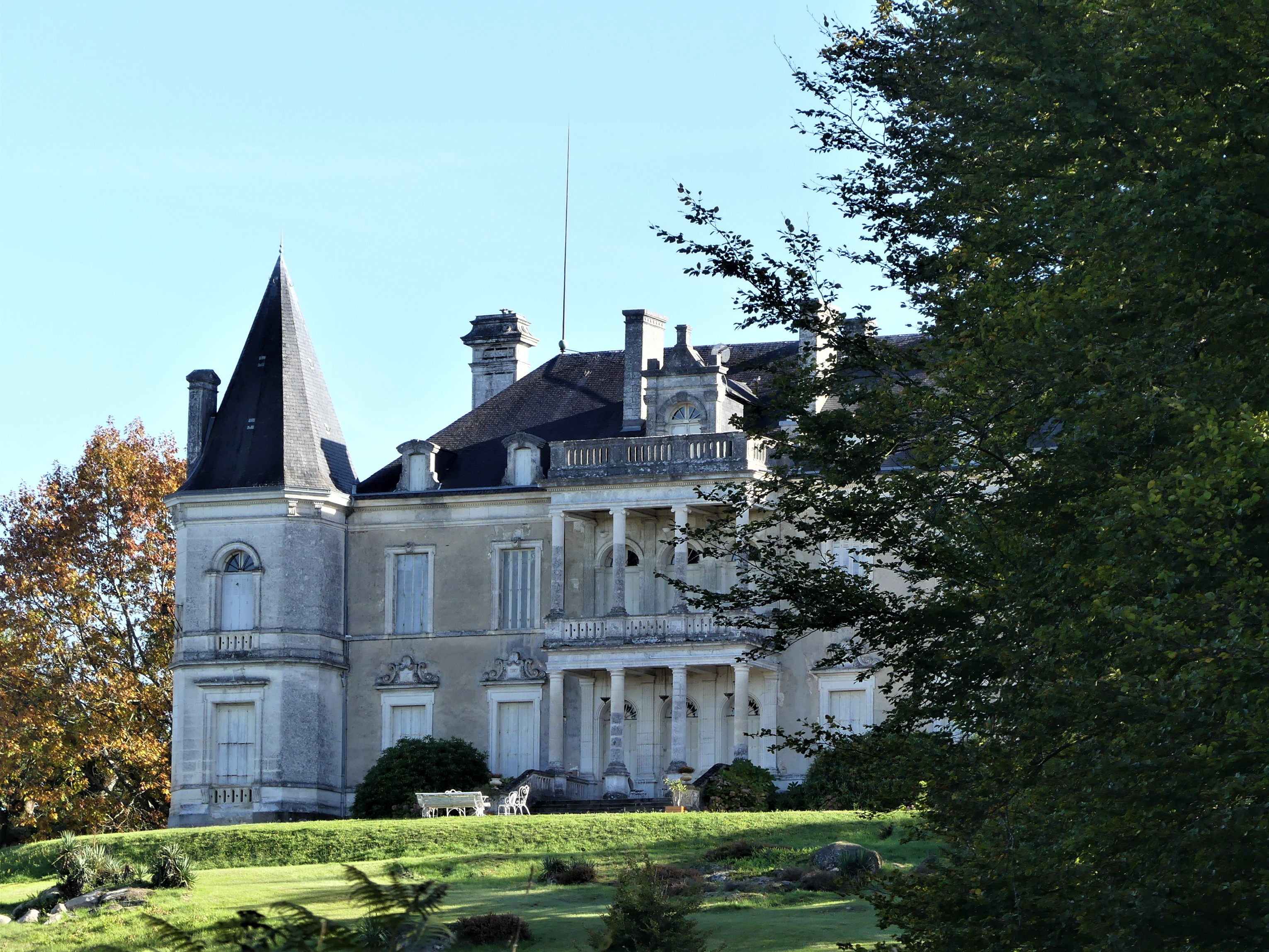
Le château de l'Étang.
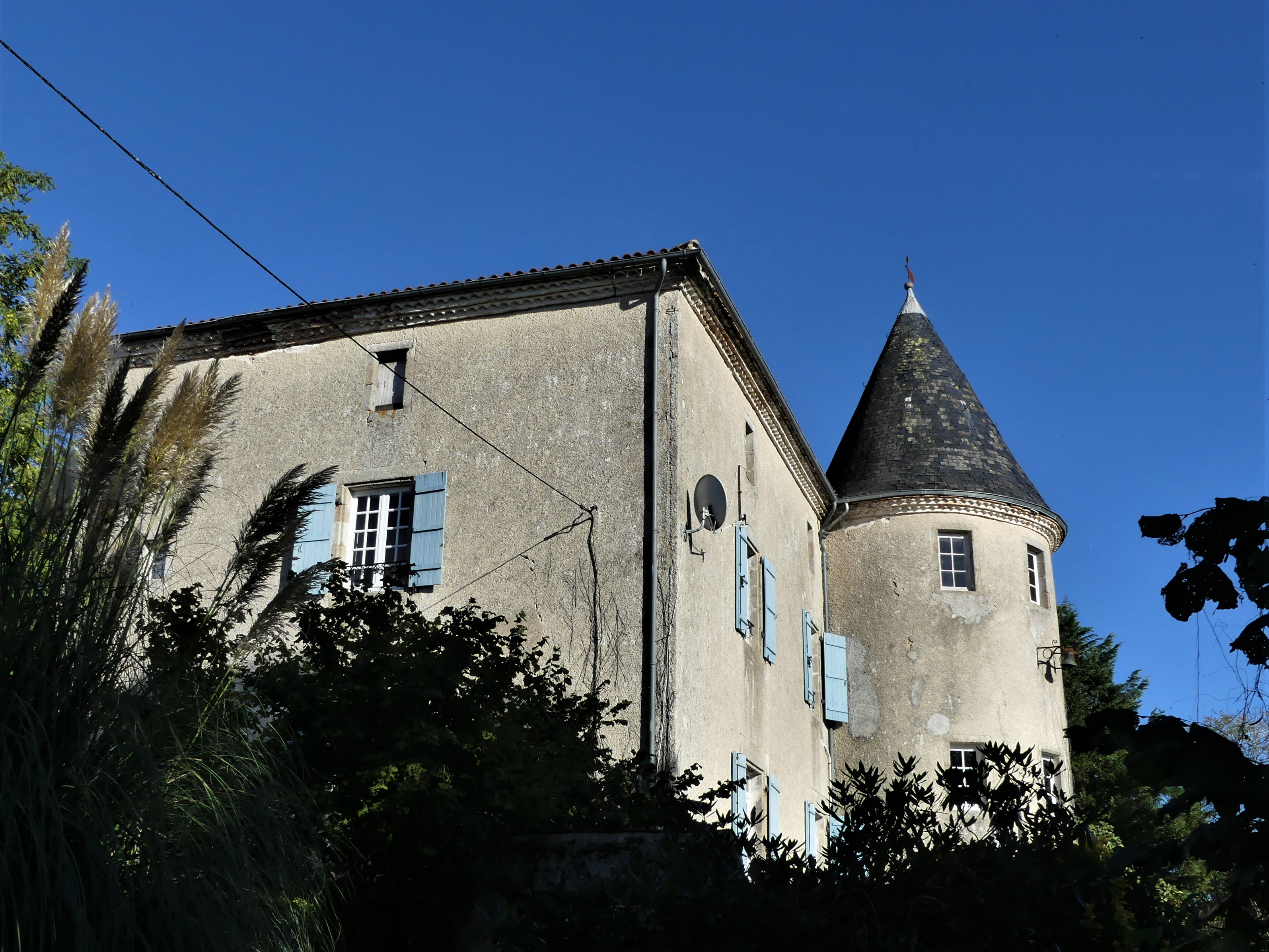
Le château de Grospuy.
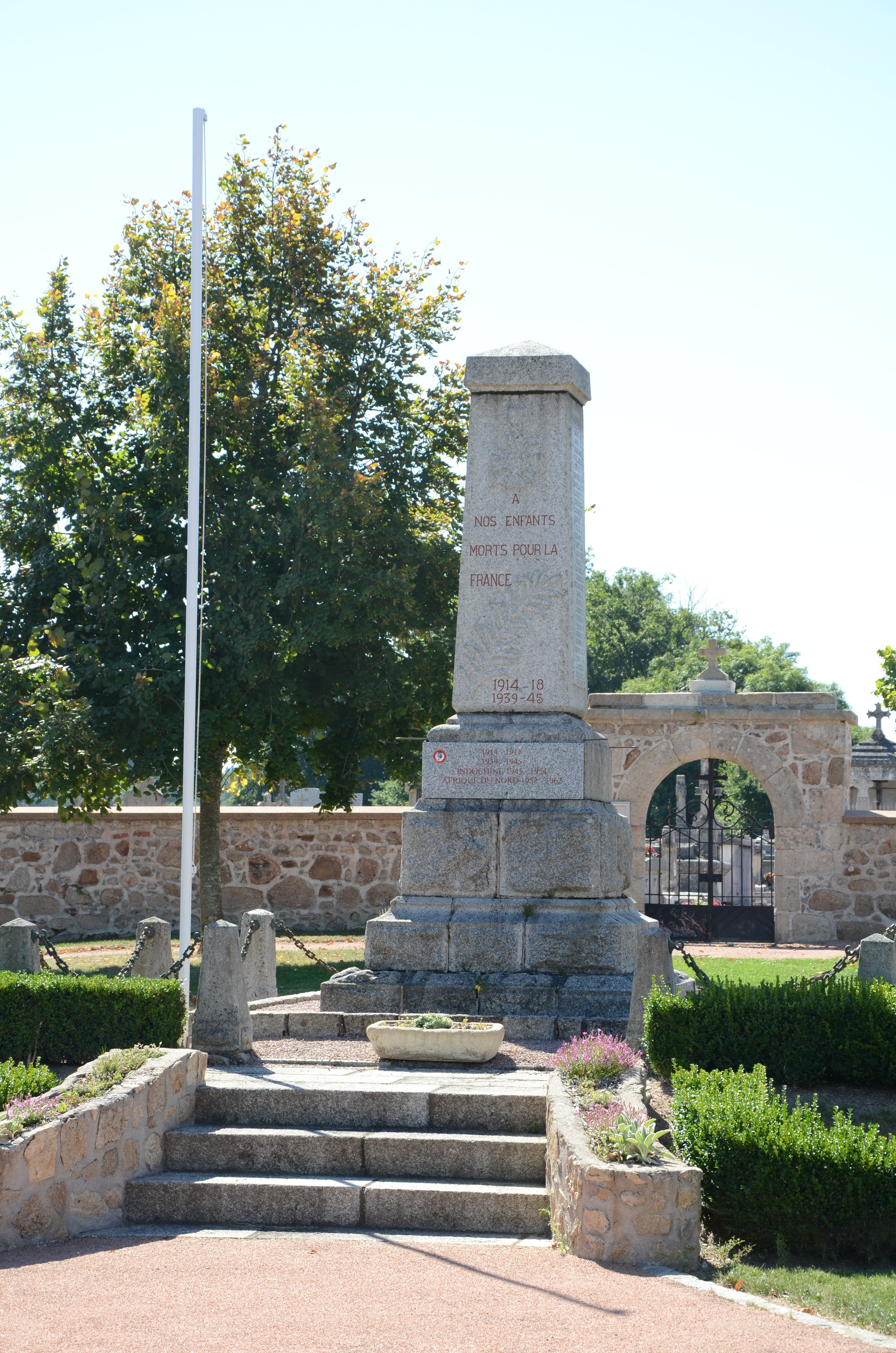
Le monument aux morts.

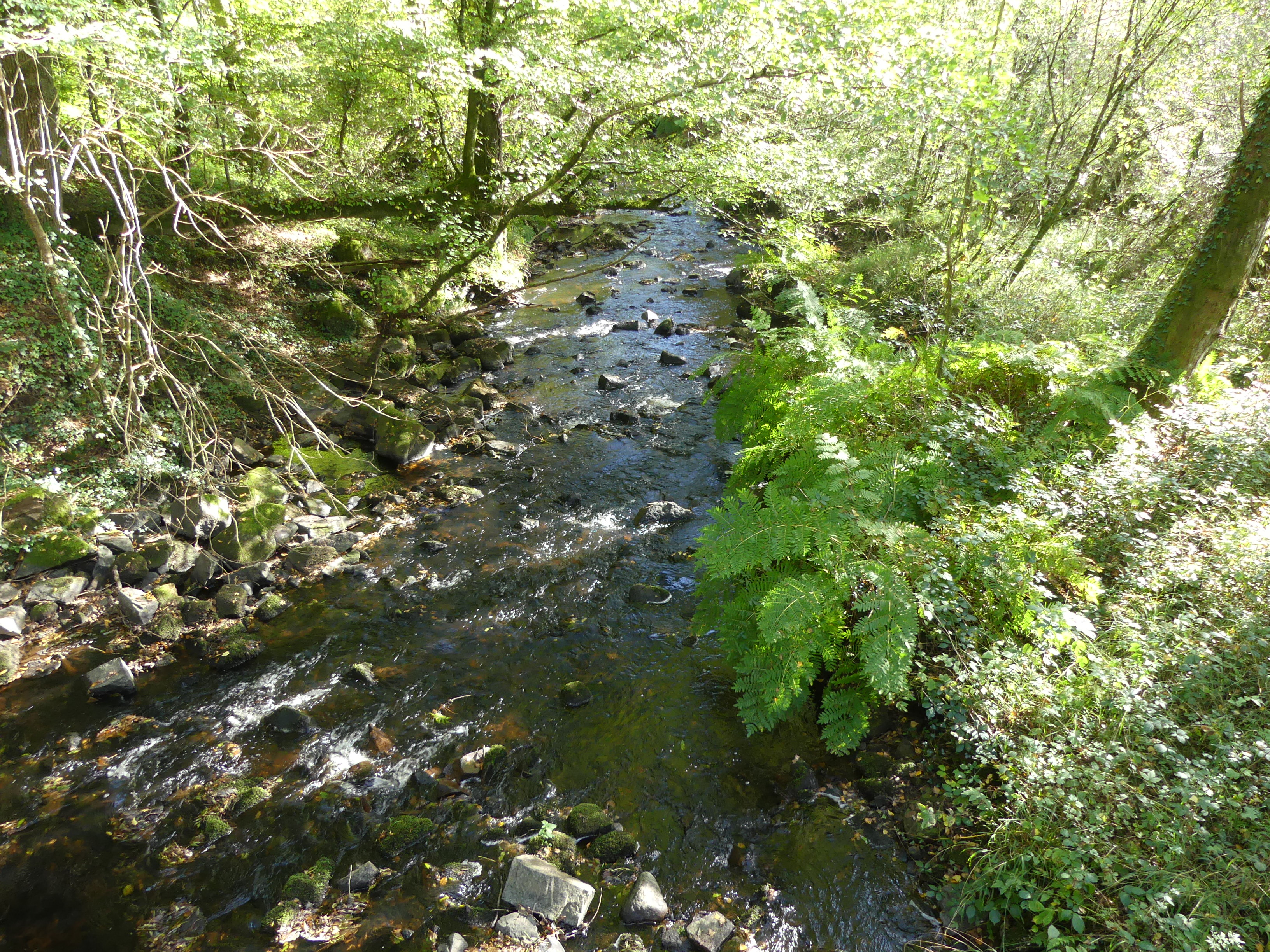
Le Bandiat au nord du lieu-dit Maumont.
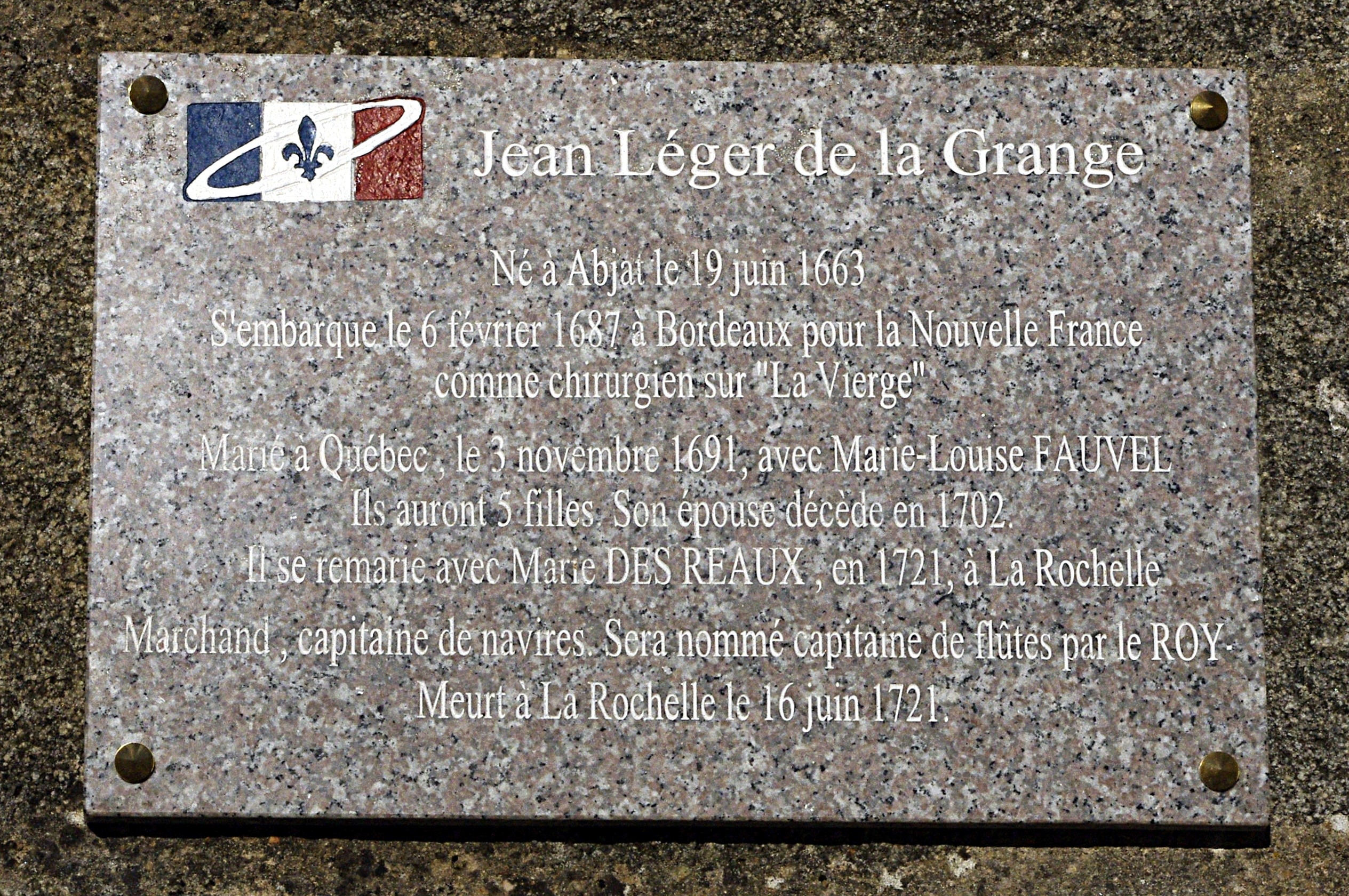
Plaque à la mémoire de Jean Léger de La Grange.
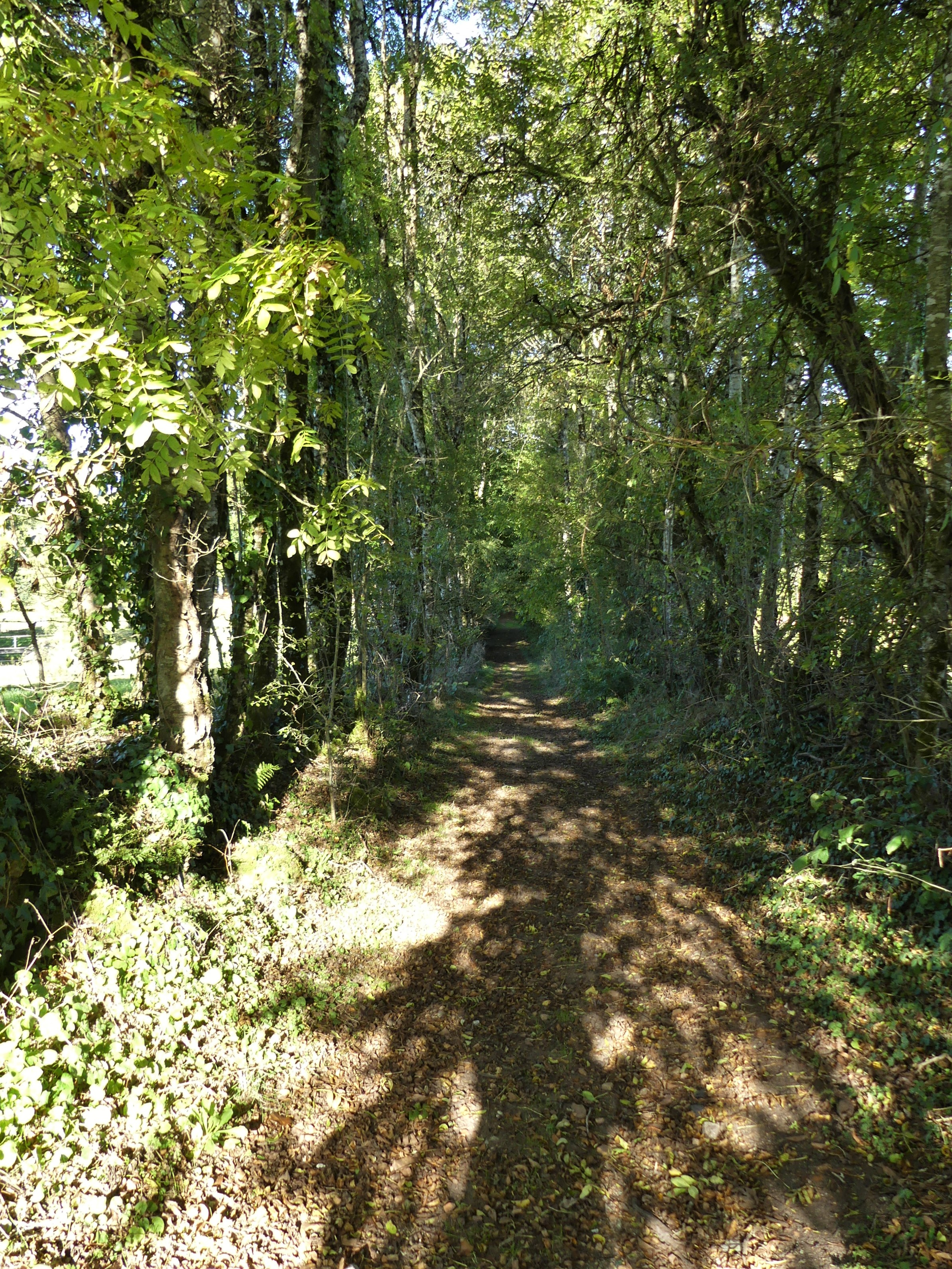
Le sentier de grande randonnée GR 4 près du domaine de la Malinie.
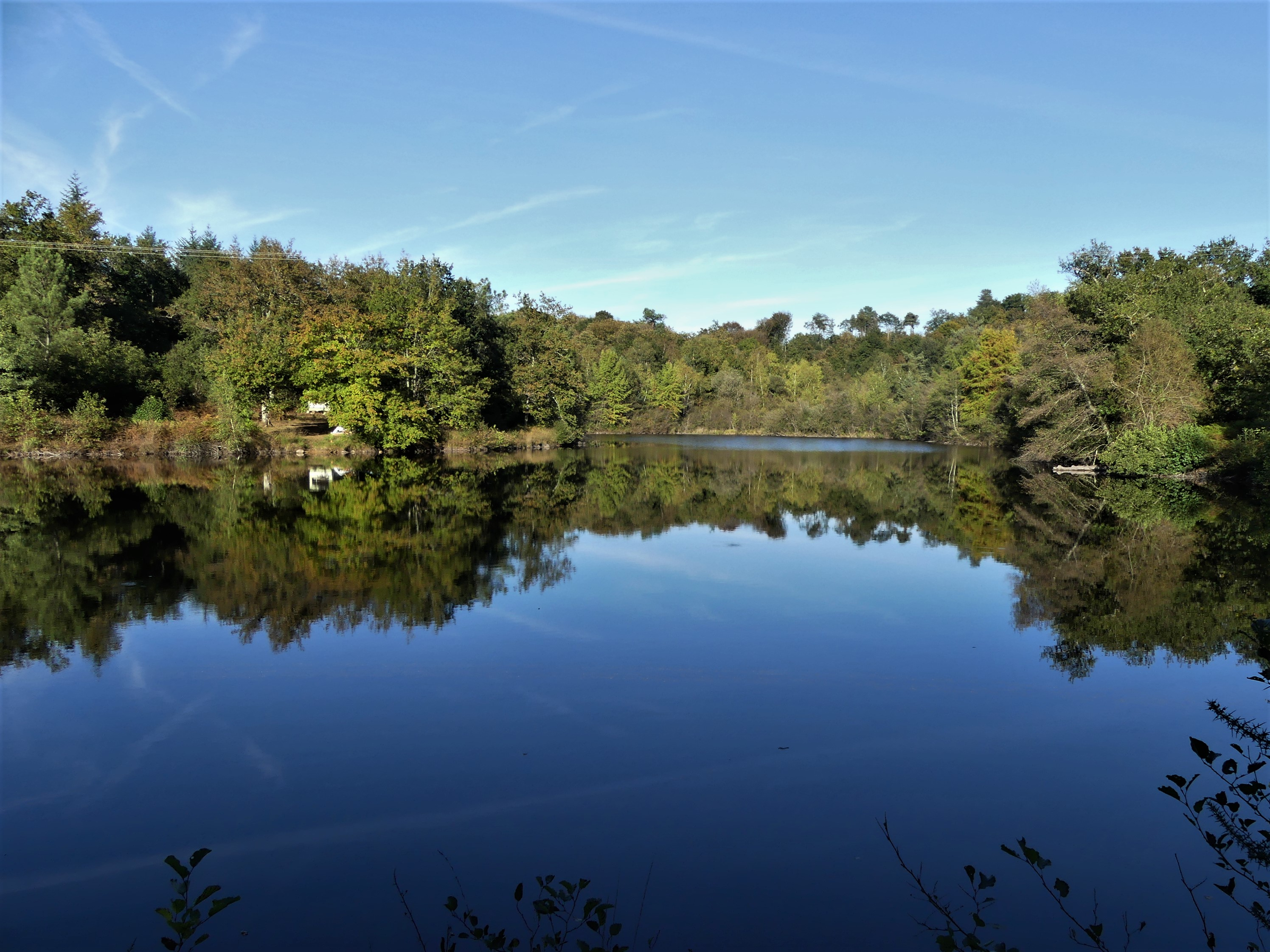
L'étang de l'Échasserie.
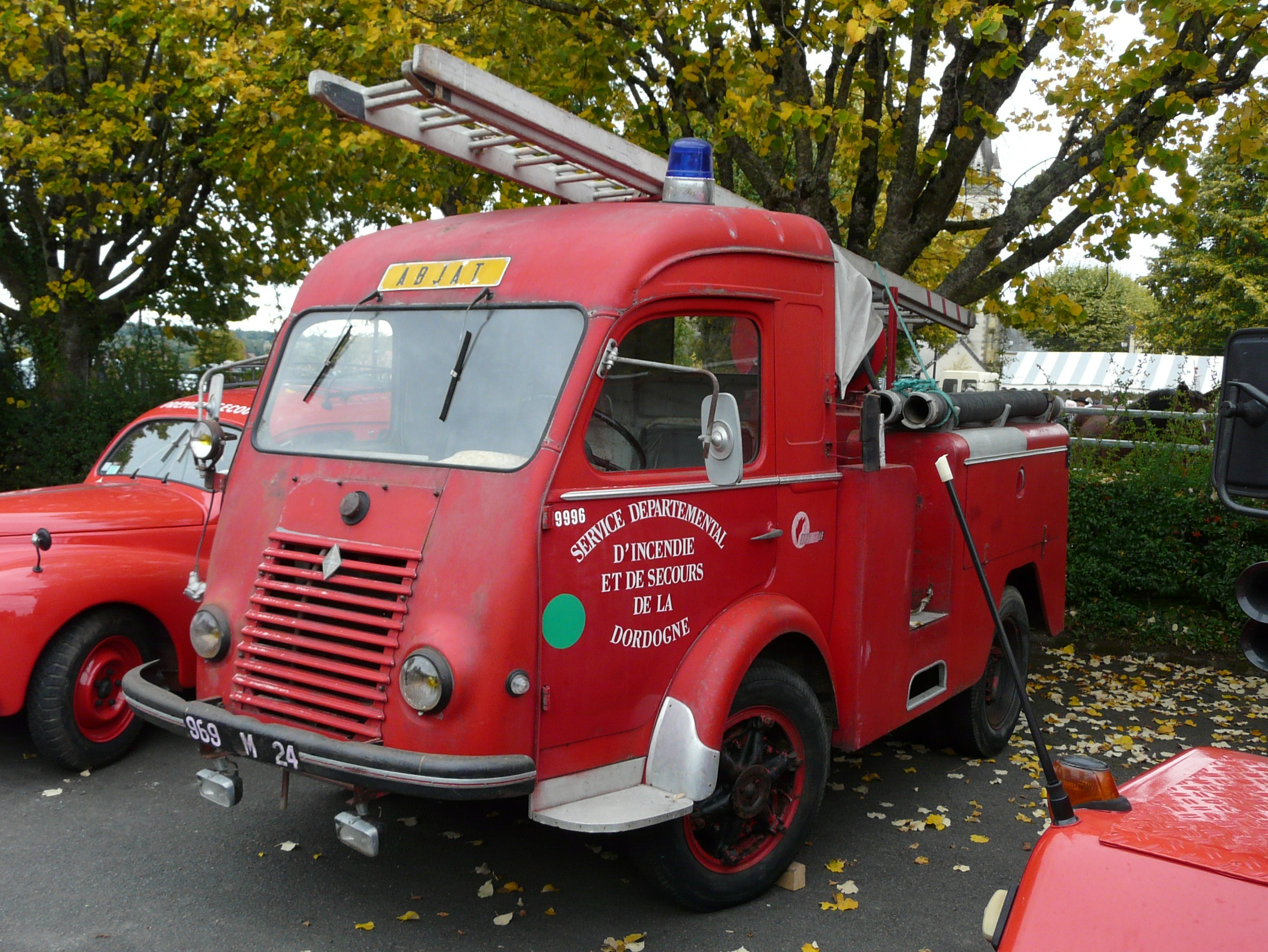
Ancien véhicule d'incendie d'Abjat.

### Patrimoine environnemental
Le GR4 de Royan à Grasse traverse la commune. Il rejoint à l'est de la commune le GR 654, chemin de Saint-Jacques (Voie de Vézelay), qui se dirige au sud vers Saint-Saud-Lacoussière.

### Personnalités liées à la commune
- Jean Léger de La Grange (1663-1736), marin, corsaire et marchand canadien, est né à Abjat.
- René Dutin (1933-2019), homme politique communiste, député de la Dordogne de 1997 à 2002, est né à Abjat.

### Héraldique
| Blason de Abjat-sur-Bandiat | Blason  | D’azur au pont d’âne de deux arches d’argent maçonné de sable, posé et en partie brochant sur une rivière de gueules* en fasce abaissée soutenue d’une cloche aussi d’argent, le pont surmonté, à dextre, d’un « singliant rousseu » (couleuvre) d’or ondoyante en barre et à senestre d’un dextrochère au naturel, mouvant de l'angle senestre, tenant un bâton péri en barre de sable. Devise / Cri«nomine et virtute prima» (La première par le nom et par le courage) |
| Blason de Abjat-sur-Bandiat | Détails | * Il y a là non-respect de la règle de contrariété des couleurs : ces armes sont fautives (gueules sur azur). Le statut officiel du blason reste à déterminer. |

## Pour approfondir